# Jan van Eijden
Jan van Eijden (ur. 10 sierpnia 1976 w Bad Neuenahr) – niemiecki kolarz torowy, czterokrotny medalista mistrzostw świata.

## Kariera
Pierwszy sukces w karierze Jan van Eijden osiągnął w 1994 roku, kiedy został mistrzem świta juniorów w wyścigu na 1 km. Rok później, wspólnie z Michaelem Hübnerem i Jensem Fiedlerem zdobył złoty medal w sprincie drużynowym na mistrzostwach świata w Bogocie. W 1996 roku zdobył brązowy medal w wyścigu na 1 km podczas mistrzostw świata w Manchesterze, ulegając tylko Australijczykowi Shane'owi Kelly'emu i swemu rodakowi Sörenowi Lausbergowi, a na mistrzostwach świata w Perth w 1997 roku razem z Lausbergiem i Eykiem Pokornym był drugi w sprincie drużynowym. Ostatni medal zdobył na mistrzostwach świata w Manchesterze w 2000 roku, gdzie okazał się najlepszy w sprincie indywidualnym. W tym samym roku wziął także udział w igrzyskach olimpijskich w Sydney, zajmując piąte miejsce w sprincie indywidualnym i czwarte w keirinie - walkę o brązowy medal przegrał z Jensem Fiedlerem.